# 沖縄キリスト教短期大学
沖縄キリスト教短期大学（おきなわキリストきょうたんきだいがく、英語: Okinawa Christian Junior College）は、沖縄県中頭郡西原町字翁長777に本部を置く日本の私立大学。1957年創立、1959年大学設置。大学の略称はキリ短。

## 概観

### 大学全体
- 沖縄県中頭郡西原町に所在する日本の私立短期大学で、設置主体は学校法人沖縄キリスト教学院[1]。
- 当初は沖縄キリスト教団により1959年に開学した[注 1]。当初は、沖縄県那覇市首里の教会で開校した。併設校に沖縄キリスト教学院大学がある。現在は、2学科を擁して西原町にキャンパスを構える。

### 教育および研究
- 沖縄キリスト教短期大学はキリスト教をベースとした教育が行われていることから、「キリスト教学」と称した一般教育科目がある。また、保育科には「キリスト教保育」を設置していたり、英語科では「表現伝達の技法」の科目において放送局の見学を導入したりしている。

### 学風および特色
- 沖縄キリスト教短期大学はキリスト教をベースとしていることから、クリスマス礼拝をはじめとした各種宗教的な儀式が行われている。

## 沿革
- 1959年
  - 3月3日 財団法人沖縄キリスト教学院の下で沖縄キリスト教学院短期大学（おきなわキリストきょうがくいんたんきだいがく）が以下の学科体制にて開学する[注 2]。
    - キリスト教学科 入学定員10名
- 1962年 首里キャンパスに移転。
- 1963年
  - 4月1日 以下の学科を増設[5]。
    - 英語科 入学定員15名
    - 児童福祉科 入学定員15名[6]

  - 5月1日 学生数[7]/定員
    - 3学科合計 59[注 3]/80
- 1964年
  - 5月1日 学生数[8]/定員 
    - 60[注 4]/80
- 1965年
  - 5月1日 学生数/定員
    - 66[9]

  - 6月30日 学生数/定員[10]
    - 66/80
- 1966年
  - 5月1日 学生数[11]/定員
    - 94/80
- 1967年
  - 4月1日 児童福祉科を募集停止し、替わって保育科[注 5]が新設される[13]。
  - 5月1日 学生数/定員
    - 110[14]
- 1968年
  - 5月1日 学生数[15]/定員
    - キリスト教学科 9[注釈 1]/20
    - 英語科 54[注 6]/30
    - 保育科 64[注釈 2]/N
- 1969年
  - 5月1日 学生数 [16]/入学定員
    - キリスト教学科 5[注釈 1]/10
    - 英語科 93[注釈 3]/100　
    - 保育科 101[注釈 2]/100
- 1970年
  - 3月31日 左記をもってキリスト教学科を廃止する。
  - 4月1日 沖縄キリスト教短期大学に学名変更[17]。
- 1971年
  - 5月1日 学生数[18]/入学定員
    - 男女295
- 1972年
  - 5月15日 母体を学校法人沖縄キリスト教学院に組織変更する[19]。それに伴い、以下の学科体制に変更[20]。
    - 英語科 入学定員60名
    - 保育科 入学定員50名
- 1973年
  - 4月1日 英語科の入学定員を60[21]→100[22]に増員。
  - 5月1日 学生数[23]/定員
    - 英語科 235[注釈 3]/160
    - 保育科 164[注釈 2]/100
- 1989年
  - 4月1日 那覇市より西原町にキャンパス移転。
- 1990年
  - 4月1日 各学科の入学定員を以下の通り変更する[注 7]。
    - 英語科 100→200
    - 保育科 50→100

  - 5月1日 学生数[27]/定員
    - 英語科 403[注釈 2]/300
    - 保育科 185[注釈 4]/150
- 1992年
  - 4月1日 英語科の入学定員を200[28]→250[29]に増員[30]。
  - 5月1日 学生数[31]/定員
    - 英語科 518[注 8]/450　
    - 保育科 224[注釈 4]/200
- 1993年
  - 5月1日 学生数[32]/定員
    - 英語科 623[注 9]/500
    - 保育科 248[注 10]/200
- 1999年
  - 5月1日 学生数[33]/定員
    - 英語科 587[注 11]/500
    - 保育科 272[注 12]/200
- 2004年
  - 4月1日 英語科の入学定員を250→100に減員[34]。

## 基礎データ

### 所在地
- 沖縄県中頭郡西原町字翁長777

### 象徴
- カレッジマークは円錐形の盾をベースに、中央にキリストの十字架が描かれておりその下部に本短大の英字表記である「OJCT」の文字が記されたものとなっている[35]。
- 大学歌は徳山潔作詞・会沢芽美作曲によるものとなっている。

## 教育および研究

### 組織

#### 学科
- 英語科
- 保育科

過去にあった学科
- キリスト教学科：日本基督教団認可神学校だった。入学定員10名[36][注 13]

#### 取得資格について
- 保育科には保育士資格と幼稚園教諭二種免許状が取得できるカリキュラムが設けられている。
- 英語科にはかつて、中学校教諭二種免許状（英語）のカリキュラムが設けられていた[注 14]。

#### 附属機関
- 図書館が学内にある。

### 研究
- 『沖縄キリスト教短期大学紀要』[39]

## 学生生活

### 部活動・クラブ活動・サークル活動
- 沖縄キリスト教短期大学のクラブ活動には、バドミントン・バスケットボール・空手などの体育系クラブ、フォークソング・児童文化研究・日本語研究など文化系クラブがある。

### 学園祭
- 沖縄キリスト教短期大学の学園祭は「キリ短祭」という名称で毎年、概ね11月下旬に行われている。「郷土文化研究サークル」による催しがある。

## 施設

### キャンパス
- 交通アクセス
  - 97番・琉大（首里）線（那覇バス）乗車し、キリスト教短大入口バス停下車、徒歩約5分。
- キャンパス
  - 真喜志好一らの設計により建立されたもので、日本建築学会賞も受賞している。

## 対外関係

### 他大学との協定
- 放送大学[40]
- 北京外国語大学
- 台湾師範大学
- ミシガン州立大学
- パシフィック大学
- フィリピン国立大学
- フィリピン女子大学
- アテネオ・デ・マニラ大学

### 姉妹校
- 沖縄キリスト教学院大学

## 社会との関わり
- 「学び応援プログラム」として以下のものを実施している。
  - 高校と大学の連携教育
  - チャレンジウィーク
  - 夏休み仲良しプログラム
  - 高校生の学び応援プログラム
- 地域社会との連携として、以下の生涯学習に力を入れている。
  - 高校生英語弁論大会
  - ボランティアリーダー養成研修会
  - 公開講座